# Pawło Szczedrakow
Pawło Serhijowycz Szczedrakow, ukr. Павло Сергійович Щедраков (ur. 16 stycznia 1985) – ukraiński piłkarz, grający na pozycji obrońcy, trener piłkarski.

## Kariera piłkarska

### Kariera klubowa
Wychowanek FK Sławutycz, barwy którego bronił w juniorskich mistrzostwach Ukrainy (DJuFL). 28 marca 2004 rozpoczął karierę piłkarską w drugiej drużynie Borysfena Boryspol, skąd był wypożyczony na jedną grę do farm-klubu Boreks-Borysfen Borodzianka. Na początku 2005 przeniósł się do Desny Czernihów. Po czterech latach w czernihowskim klubie latem 2009 przeszedł do klubu na południu Ukrainy - Krymtepłycia Mołodiżne. W czerwcu 2011 został piłkarzem klubu Howerła-Zakarpattia Użhorod, w barwach której 14 lipca 2012 debiutował w Premier-lidze. W lipcu 2013 powrócił do Desny Czernihów. Wiosną 2018 został wypożyczony do Polissia Żytomierz. Latem 2018 postanowił zakończyć karierę piłkarską.

## Kariera trenerska
Latem 2018 został zaproszony do sztabu szkoleniowego Desny Czernihów pomagać trenować drużynę młodzieżową klubu.

## Sukcesy i odznaczenia

### Sukcesy klubowe
- mistrz Pierwszej Lihi Ukrainy: 2012